# 波洛什基
51°38′24″N 33°48′19″E / 51.64000°N 33.80528°E
波洛什基（烏克蘭語：Полошки）是位於烏克蘭東北部的村莊，由蘇梅州紹斯特卡區的赫盧希夫市鎮負責管轄。該村處於拉基塔河畔，距離謝布雷和斯利波羅德1.5公里，海拔高度169米，2001年人口1,334。